# Kambiá (Eubée)
Kambiá, en grec moderne : Καμπιά, est un village du dème de Dírfys-Messápia, sur l'île d'Eubée, en Grèce. Il est situé à une altitude de 500 mètres, sur le versant de Méga Lóngos, qui fait partie du mont Xiriovounío, à une distance de 33,5 kilomètres au nord-est de Chalcis.
Selon le recensement de 2011, la population de Kambiá compte 182 habitants.